# Stadtautobahn Tokio
Die Shuto Kōsokudōro K.K. (jap. 首都高速道路株式会社, wörtl. „Hauptstadt-Autobahnen AG“, kurz 首都高速 shuto kōsoku oder nur 首都高 shutokō; engl. Metropolitan Expressway Co., Ltd.) ist der Betreiber der Stadtautobahn Tokio, die mit rund 300 km Netz den Großteil der Autobahnen in und um die Bezirke Tokios ausmacht. Sie erschließt vor allem den Osten der Präfektur Tokio, reicht aber auch in die Nachbarpräfekturen Kanagawa, Saitama und Chiba. Sie sollte nicht verwechselt werden mit der Autobahn Tokio (Tōkyō Kōsokudōro).
Die Gesellschaft ging 2005 aus dem 1959 gegründeten gleichnamigen öffentlichen Unternehmen (kōdan) hervor. Hauptaktionäre sind mit knapp der Hälfte der Aktien das Ministerium für Land, Infrastruktur und Verkehr gefolgt von den Präfekturen Tokio und Kanagawa, die zusammen knapp ein Drittel der Aktien halten. Als Tokushu-gaisha (特殊会社, „Sondergesellschaft“) wie z. B. die NTT, die Tokyo Metro oder JT wurde die Shuto Kōsokudōro K.K. durch ein eigenes Gesetz, namentlich das kōsokudōro-kabushiki-gaisha-hō (高速道路株式会社法, „Autobahnaktiengesellschaftsgesetz“) geschaffen: die Zentralregierung oder die Gebietskörperschaften besitzen demnach immer mindestens ein Drittel der Aktien. Auch die Ausgabe von Anleihen oder Kapitalerhöhungen bedürfen damit der Zustimmung des Ministeriums.
Aufgabe des Unternehmens sind Betrieb und Wartung der Autobahnen. Eigentümer der Strecken ist dagegen die gleichzeitig mit der Privatisierung 2005 eingerichtete nationale Nihon kōsokudōro hoyū, saimu hensai kikō (日本高速道路保有・債務返済機構, „Organisation für Besitz und Schuldenrückzahlung der Autobahnen Japans“, engl. Japan Expressway Holding and Debt Repayment Agency, kurz JEHDRA), eine Selbstverwaltungskörperschaft des Ministeriums. Diese übernimmt auch bei neu gebauten Strecken Besitzrechte und Verbindlichkeiten.

## Streckennetz
Die Hauptstrecken der Stadtautobahn Tokio sind an den inneren Ring C1 angeschlossen, der durch die Bezirke Chūō, Chiyoda und Minato verläuft. Von dort gehen sechs im Uhrzeigersinn nummerierte Strecken aus, die Strecken mit den höheren Nummern 7, 9, 10 und 11 passen nur bedingt in dieses Schema. Seit 1982 wird der mittlere Ring (chūō-kanjō-sen) C2 gebaut, der von der Bucht von Tokio durch die äußeren Bezirke Tokios führt und zusammen mit der Linie B (wangan-sen, B wie engl. Bayshore Route) einen geschlossenen Ring bildet. Weitere Strecken führen in die Präfekturen Kanagawa (K1 bis K6) und Saitama (S2, S5) und binden die Millionenstädte Kawasaki, Yokohama und Saitama an das Netz an. Chiba im Osten wird durch Strecken des ostjapanischen Autobahnbetreibers Higashi-Nihon Kōsokudōro (NEXCO Higashi-Nihon) angebunden, die an die Linien 7 und B anschließen. Die NEXCO Higashi-Nihon betreibt auch die Gaikan jidōshadō („Äußere Ringautobahn“, engl. Gaikan Expressway), die einen dritten Ring bilden soll, aber bisher nur vom Tokioter Bezirk Nerima durch den Süden der Präfektur Saitama führt.

Englische Karte der Stadtautobahn Tokio 2009 in rot, Strecken anderer Gesellschaften in grün.

Im Japanischen bestehen die Streckennamen aus einer Orts- oder Streckenbezeichnung und teilweise der Streckennummer, z. B. ichi-gō Haneda-sen (1号羽田線), also „Nr. 1 Haneda-Linie“, wangan-sen (湾岸線), „Buchtküsten-Linie“, oder toshin-kanjō-sen (都心環状線), „Innenstadtringlinie“. Auf Straßenschildern sind alle zusammen mit den lateinischen Buchstaben und/oder den zugehörigen Nummern ausgewiesen.
- Ringstraßen:
  - C1 Innerer Ring
    - Die Linie Nr. 8 (Kyōbashi JCT – Higashi-Ginza) bildet den Anschluss an die Tōkyō Kōsokudōro; sie ist aber nur 100 Meter lang und wird als Teil des inneren Rings ausgeschildert.[1]

  - C2 Mittlerer Ring (Ōi JCT – Kasai JCT)
- Ausfallstraßen:
  - Nr. 1 Ueno-Linie (Edobashi JCT – Iriya)
  - Nr. 1 Haneda-Linie (Hamazaki-bashi JCT – Tama-Autobahnbrücke)
  - Nr. 2 Meguro-Linie (Ichinohashi JCT – Togoshi)
  - Nr. 3 Shibuya-Linie (Tanimachi JCT – Yōga)
  - Nr. 4 Shinjuku-Linie (Miyakezaka JCT – Takaido)
  - Nr. 5 Ikebukuro-Linie (Takebashi JCT – Bijogi JCT)
  - Nr. 6 Mukōjima-Linie (Edobashi JCT – Horikiri JCT)
  - Nr. 6 Misato-Linie (Kosuge JCT – Misato JCT)
  - Nr. 7 Komatsugawa-Linie (Ryōgoku JCT – Yagouchi)
  - Nr. 9 Fukagawa-Linie (Hakozaki JCT – Tatsumi JCT)
  - Nr. 10 Harumi-Linie (Harumi – Shinonome JCT)
  - Nr. 11 Daiba-Linie (Shibaura JCT – Ariake JCT)
- Sonstige Strecken in Tokio:
  - B Wangan-Linie (Tama-Tunnel – Kōya JCT, Tōkai JCT – Shōwajima JCT)
  - Y Yaesu-Linie
- Kanagawa:
  - K1 Yokohane-Linie (Tama-Autobahnbrücke – Ishikawachō JCT)
  - K2 Mitsusawa-Linie (Kinkō JCT – Mitsuzawa)
  - K3 Kariba-Linie (Honmoku JCT – Kariba)
  - K4 Isogo-Linie (in der Planungsphase aufgegeben)
  - K5 Daikoku-Linie (Namamugi JCT – Daikoku JCT)
  - K6 Kawasaki-Linie (Daishi – Kawasaki-Ukishima JCT)
  - B Wangan-Linie (Namiki – Tama-Tunnel)
- Saitama:
  - S1 Kawaguchi-Linie (Kōhoku JCT – Kawaguchi JCT)
  - S2 Saitama-Shintoshin-Linie (Yono – Saitama-Minuma)
  - S5 Ōmiya-Linie (Bijogi JCT – Yono)

## Preise

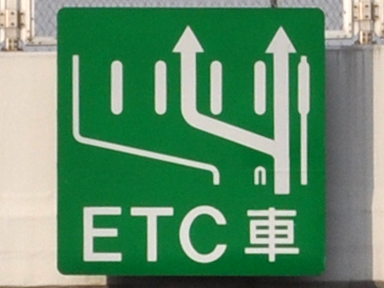
ETC-Spur in Yokohama.

Anders als bei den meisten japanischen Überlandstrecken sind die Preise für die Stadtautobahn Tokio nicht distanzabhängig. PKW, Kleinbusse und Kleinlaster zahlen für die einmalige Nutzung pauschal 700 Yen auf den Tokioter Strecken, 600 auf den Kanagawa-Linien und 500 auf den Saitama-Linien; bestimmte Strecken wie die Flughafenautobahn Haneda kosten 300 Yen. Große Reisebusse und Lastwagen zahlen 1,400 Yen in Tokio und niedrigere Preise auf den anderen Strecken.
Seit 1997 wird die Zahlung zunehmend auf das elektronische Abrechnungssystem ETC (Electronic Toll Collection) umgestellt. ETC-Nutzer zahlen nachts und an Sonn- und Feiertagen ermäßigte Preise.